# Alan Minda
Alan Minda, né le 14 mai 2003 à Esmeraldas en Équateur, est un footballeur équatorien qui joue au poste d'ailier au Cercle Bruges KSV.

## Carrière

### En club
Il commence à apprendre le football dans les catégories jeunes du CD El Nacional. En 2016, il par à l'Independiente del Valle où il continue sa formation. En 2020, il fait ses débuts avec l'équipe réserve en deuxième division. Le 22 mai 2021, il fait ses débuts avec l'équipe première contre Guayaquil City en championnat en entrant à la deuxième période à la place de José Hurtado. 
Le 1er août 2021, il marque son premier but avec les pros lors d'une victoire 4-0 contre le CSD Macara. Ensuite, il s'est blessé au genou en décembre ce que lui a causé plusieurs mois d'absence en 2022. 
Le 18 avril 2023, il marque le deuxième but lors d'une victoire 2-0 contre Liverpool FC en Copa Libertadores et devient le plus rapide remplaçant buteur de la compétition. 

### En sélection
Il fait ses débuts avec les moins des 20 ans en novembre 2022 lors des deux matchs amicaux contre la Colombie. Il a ensuite participé Championnat de la CONMEBOL des moins de 20 ans et la coupe du monde des moins de 20 ans.

## Statistiques

### En sélection nationale
| Saison                | Sélection             | Phases finales        | Phases finales | Phases finales | Phases finales | Éliminatoires CDM | Éliminatoires CDM | Éliminatoires CDM | Matchs amicaux | Matchs amicaux | Matchs amicaux | Total | Total | Total |
| Saison                | Sélection             | Compétition           | M              | B              | Pd             | M                 | B                 | Pd                | M              | B              | Pd             | M     | B     | Pd    |
| --------------------- | --------------------- | --------------------- | -------------- | -------------- | -------------- | ----------------- | ----------------- | ----------------- | -------------- | -------------- | -------------- | ----- | ----- | ----- |
| 2023-2024             | Équateur              | Copa América 2024     | 4              | 1              | 0              | -                 | -                 | -                 | 4              | 0              | 0              | 8     | 1     | 0     |
| 2024-2025             | Équateur              | -                     | -              | -              | -              | 4                 | 1                 | 0                 | -              | -              | -              | 4     | 1     | 0     |
| Total sur la carrière | Total sur la carrière | Total sur la carrière | 4              | 1              | 0              | 4                 | 1                 | 0                 | 4              | 0              | 0              | 12    | 2     | 0     |

## Palmarès
- Championnat d'Équateur : 2021
- Coupe d'Équateur : 2022
- Copa Sudamericana : 2022
- Supercoupe d'Équateur : 2023
- Recopa Sudamericana : 2023